# Det knuste øre
Det knuste øre (titel i Politiken også Det knækkede øre, fransk originaltitel L'oreille cassée) er Hergés femte album af Tintins oplevelser. Det blev udgivet i 1937 i sort-hvid og i 1943 i en farvelagt udgave.

## Handling
En arumbaya-fetich bliver stjålet. Men næste morgen er den tilbage på sin plads. Tintin opdager, at en kunstner er myrdet fordi han har udskåret en kopi af fetichen. Det eneste vidne er en papegøje. Men Tintin ved ikke at der er skurke ude efter papegøjen. De rejser til San Theodoros, og Tintin finder arumbaya-stammen. Tintin finder Rigdewell, en opdagelsesrejsende som alle troede var død.
Flere figurer, som også optræder i andre album om Tintins oplevelser, er med i denne historie, heriblandt Terry, Dupond og Dupont og general Alcazar, og general Tapioca nævnes ligeledes.

## Nogle franske udgaver
- 1935-1937: Les nouvelles aventures de Tintin et de Milou, fortsat serie i Le Petit Vingtième nr. 49, 5. december 1935[1] – nr. 8, 25. februar 1937.[2] 128 tegneseriesider i sort-hvid.
- 1937-1938: Tintin et Milou chez les Arumbayas, fortsat serie i Cœurs Vaillants nr. 6, 7. februar 1937[3] – nr. 12, 20. marts 1938.[4]
- 1937: Les aventures de Tintin reporter – L'oreille cassée, album fra Casterman i sort-hvid.[5]
- 1942: Les Aventures de Tintin – L'oreille cassée, farvealbum fra Casterman. 62 tegneseriesider.[5]

## Danske udgaver
Føljetoner
- 1963-1964: Det knækkede øre. Fortsat serie i Politiken nr. 32, fredag 1. nov. 1963 – nr. 297, mandag 27. juli 1964
- 1971-1972: Det knuste øre. Fortsat serie i Politiken nr. 164, søndag 14. mar. 1971 – nr. 224, søndag 14. maj 1972
- 1984-1985: Det knuste øre. Fortsat serie i Århus Stiftstidende søndag 17. juni 1984 – søndag 25. aug. 1985

Album
- 1971: Tintins oplevelser nr. 18 (gammel standardudgave). Det knuste øre. Carlsen, ISBN 87-562-0133-8.[6]
- 1986: Det knuste øre – Originalversionen fra Le Petit Vingtième. 2. udgave. 128 tegneseriesider i sort-hvid, totalt 136 sider. Carlsen, ISBN 87-562-6221-3.[7][8]
- 2006: Tintins oplevelser (retroudgave). Det knuste øre. 3. udgave. Carlsen Comics, ISBN 978-87-626-7783-8. Fra 2. oplag, 2012, Cobolt, ISBN 978-87-7085-276-0.[9]
- 2007: Tintins oplevelser nr. 6. Det knuste øre. Carlsen minicomics, ISBN 978-87-626-0633-3.[10]
- 2016: Tintins oplevelser (ny standardudgave). Det knuste øre. Cobolt, ISBN 978-87-7085-618-8.[11]
- 2018: Reporteren Tintins oplevelser (fundamentalistisk retroudgave). Det knuste øre. 128 tegneseriesider i sort-hvid, 4 sider i farver, totalt 148 sider, indbundet. 6. udgave. Cobolt, ISBN 978-87-7085-707-9.[12]